# Ta’ Dmejrek
Ta' Dmejrek – najwyższe wzniesienie Malty, znajdujące się w pobliżu klifów Dingli, o wysokości 253 m n.p.m.
Szczyt znajduje się ok. 50 m od asfaltowej szosy biegnącej wzdłuż klifów..